# 特里布萬公路

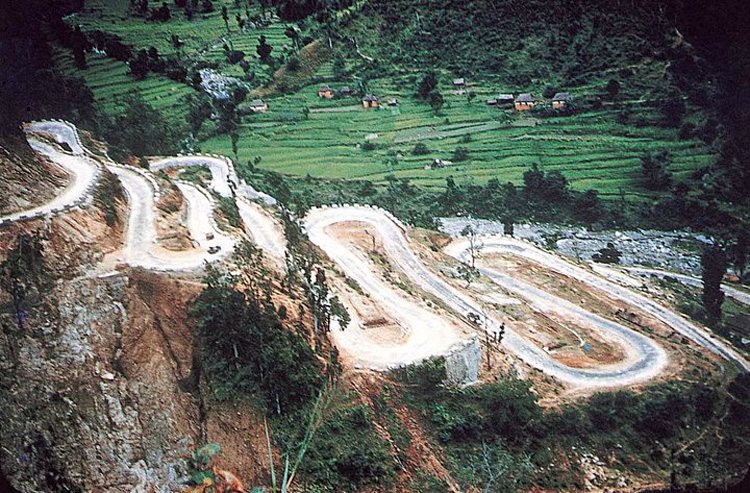
一處名為बाह्र घुम्ती（意譯：十二彎）的髮夾彎

特里布萬公路，或譯特里布文公路，為尼泊爾的一條公路，連結尼泊爾首都加德滿都近郊以及位於尼泊尔－印度邊界之比爾甘傑／拉克奥尔巴扎尔。

## 歷史
特里布萬公路為尼泊爾公路系統中最古老的公路，連接加德滿都西方約25公里之納烏比色與印度邊界之比爾甘傑／拉克奥尔巴扎尔。公路的名稱以沙阿王朝第九任國王特里布万（1906年－1955年）為名以茲紀念。
此公路由印度援資興建，其工程已於1956年竣工，為連接印度當中首條耐用的道路。其公路首班的每日公車於1959年開始營運，由尼泊爾交通運輸服務管理。其公車路線行駛至阿姆萊克根傑的車站為止，之後旅客轉乘尼泊爾政府鐵路（NGR）前往比爾甘傑與拉克奥尔巴扎尔。
在特里布萬公路完工以前，旅客利用歷史悠久的貿易商路經過古萊卡尼、吉德朗、昌德拉吉里山路以及桑科特。

## 公路

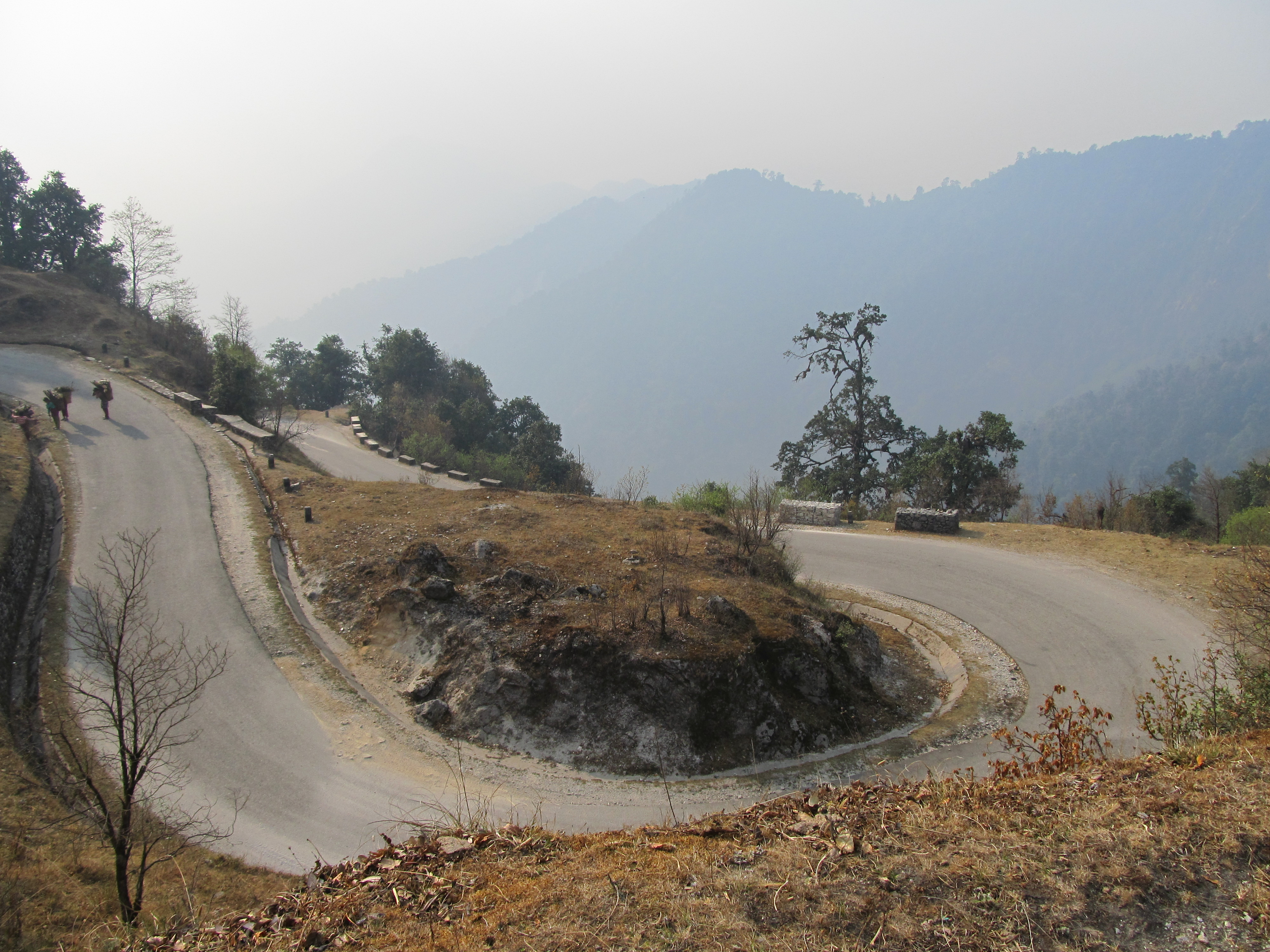
特里布萬公路

此公路起初直線通過德赖地區，之後蜿蜓曲折地通過位於黑道達北部的西瓦利克山脈。黑道達與納烏比色之間的直線距離為32公里，倘若利用特里布萬公路往來兩地，其里程高達107公里。特里布萬公路在納烏比色境內與普利特維公路交會。
達曼坐落於特里布萬公路上，倘若當地天氣良好，可從此村落遠觀喜马拉雅山脉優美的景色，最西可觀到道拉吉里峰，最東可觀到珠穆朗瑪峰。
特里布萬公路於黑道達境內與馬亨德拉公路交會。